# Criminologia

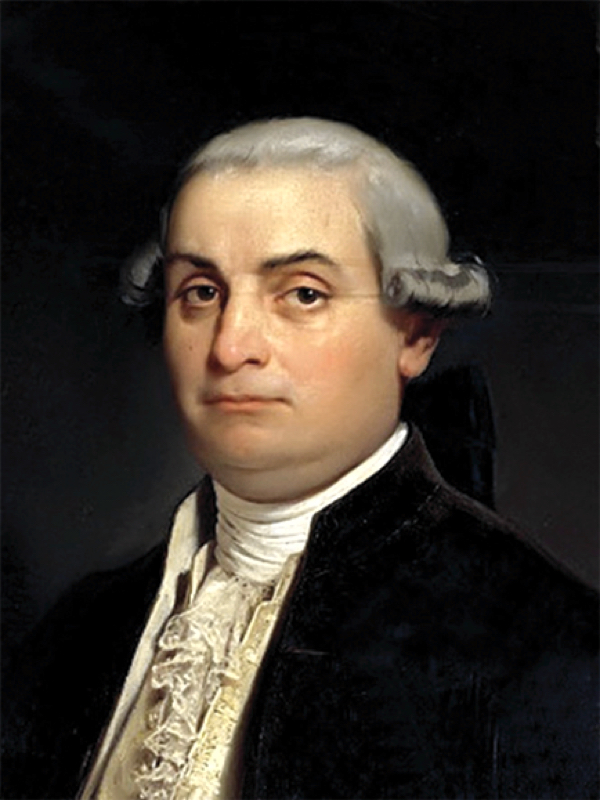
Cesare Beccaria, uno dei padri illuministi della criminologia e autore del trattato Dei delitti e delle pene

La criminologia è una scienza che studia i comportamenti criminali, l'insieme ordinato delle conoscenze empiriche sul crimine, sul reo, sulla condotta socialmente deviante e sul controllo di tale condotta e sulla vittima.

## Storia
Dal punto di vista storico, i primi albori della criminologia si hanno con l'affermarsi della cultura illuminista nel XVIII secolo e in particolare con l'intellettuale giurista italiano Cesare Beccaria e il suo trattato "Dei delitti e delle pene". Nasce in questo contesto la cosiddetta "scuola classica", imperniata sui concetti liberistici del diritto penale.
Successivamente, nell'XIX secolo, con lo sviluppo delle scienze empiriche (psicologia, sociologia, antropologia), nasce la scuola positiva, che si articola in due direzioni: lo studio dell'uomo che delinque secondo l'approccio medico-biologico dell'antropologia criminale (Cesare Lombroso), e lo studio sociologico delle condizioni che favoriscono la commissione "differenziale" di reati in funzione del ceto sociale di appartenenza.
In seguito, con il moltiplicarsi delle ricerche e delle conoscenze psicologiche, la scuola positiva assume un indirizzo psicopatologico e psichiatrico. La delusione conseguente alle eccessive aspettative che si erano formate in relazione alla possibilità di affrontare scientificamente i problemi della criminalità porterà all'emergere degli approcci di criminologia critica (di impostazione marxista) e di "anticriminologia" da un lato, e dall'altro al riemergere della scuola classica nel filone oggi denominato "neoclassico":  questo in Italia, caratterizzato, come è noto, dall'avversione per le scienze sociali da parte delle ideologie politicamente dominanti.
Negli Stati Uniti e nei paesi anglosassoni, diversamente che in Italia, la criminologia, a partire dagli anni venti del XX secolo, si qualifica come disciplina prevalentemente sociologica. Può dirsi, in definitiva, che la criminologia costituisca il punto di incontro e di dibattito di tutti i contributi scientifici al problema del delinquente in quanto persona e della criminalità come fenomeno sociale, oltre che a quello delle forme più adeguate a fini di prevenzione, trattamento e controllo della criminalità.
La criminologia moderna non può essere definita una scienza in senso stretto, ma come un fascio di discipline definite dal loro oggetto comune, il reo e/o il reato. Essa, in realtà, si esaurisce nelle discipline che, a vario titolo, si occupano, ciascuna dal proprio punto di vista, di tale oggetto: fra le scienze empiriche troviamo la sociologia, la psicologia, la psichiatria, la biologia, la genetica, le neuroscienze in generale (anche se il loro contributo alla criminologia è stato grandemente sopravvalutato), e fra le scienze normative il diritto penale e il diritto penitenziario.

## Descrizione

### Oggetto della disciplina
Oggetti fondamentali di studio sono i reati, la cui definizione è sociale e normativa, e i loro autori. Sono stati fatti in passato tentativi di arrivare a definire dei delitti "naturali", condivisi come tali da tutte le culture, ma essi hanno portato sostanzialmente a un nulla di fatto; il delitto, in questo senso, non può essere inteso come fatto biologico o "assoluto", ma come frutto di una certa definizione sociale che varia in funzione del tempo (storia) e dello spazio (geografia), ossia varia da cultura a cultura. Crimine, diritto e cultura sono pertanto concetti profondamente interrelati tra loro.

### Metodi e campi
La criminologia è oggi una disciplina piuttosto eclettica in termini metodologici, proprio in quanto non costituisce una scienza unitaria, ma il luogo di applicazione di conoscenze acquisite in vari contesti e appartenenti a diversi ambiti disciplinari al problema del delitto.
Tradizionalmente la criminologia si è occupata dello studio della personalità del delinquente, cui hanno contribuito le principali scuole sviluppatesi in ambito psicologico-clinico a partire dalla nascita della psicologia come scienza nell'Ottocento (psicologia sperimentale, antropologia criminale, psicoanalisi e principali scuole psicodinamiche, scuole comportamentistiche e più recentemente cognitiviste, scuole psicologico-sociali, scuole sistemiche e di dinamica familiare; studio della delinquenza tramite i principali reattivi psicodiagnostici).
Importanti sono stati anche i contributi delle scuole sociologiche sviluppatesi prevalentemente in ambito statunitense: da un lato, la sociologia della scuola di Chicago, con gli sviluppi successivi (teoria delle associazioni differenziali, teoria delle subculture, teorie della stratificazione sociale, fino ai contributi della cd. "criminologia radicale"); dall'altro, sulla scia della psicologia sociale di George Herbert Mead, la sociologia interazionista e fenomenologica, con i contributi della teoria dell'etichettamento e lo studio delle carriere criminali. Altre ricerche hanno studiato la percezione del fenomeno criminale, e le emozioni connesse (paura del crimine) nella più ampia collettività.
Per ottenere questi risultati, la criminologia si è avvalsa sia di tecniche quantitative di indagine, sia di tecniche qualitative (attualmente in fase di sviluppo dopo l'ondata quantitativa degli anni settanta - ottanta del secolo scorso) più tese a studiare in profondità casi singoli o piccoli gruppi di autori. Non vanno dimenticate le metodologie connesse alle scuole interazioniste, della cd. "osservazione partecipante", in cui lo studioso partecipa direttamente al fenomeno che intende studiare.

### Epidemiologia dei comportamenti criminosi
Dal punto di vista descrittivo, la criminologia si occupa sia dell'epidemiologia dei principali delitti, ossia il modo in cui essi si manifestano concretamente: omicidio, violenza sessuale, reati legati al consumo di sostanze stupefacenti, crimini economici e dei colletti bianchi, delinquenza comune e organizzata, terrorismo, etc; sia delle caratteristiche degli autori dei delitti stessi, della loro maggiore o minore propensione a delinquere, nonché dei fattori di rischio correlati al comportamento criminale.
L'analisi epidemiologica della criminalità ha evidenziato, ad esempio, che la tendenza all'agire criminale è molto più frequente (circa dieci volte di più) nei maschi che nelle femmine, e si concentra nelle fasce giovanili di età, dai 20 ai 35 anni soprattutto.
In Italia le statistiche ufficiali della criminalità sono raccolte, elaborate e pubblicate dall'ISTAT, l'Istituto Nazionale di Statistica. Esse forniscono in particolare i tassi relativi ai vari reati. Il "tasso" di un reato è il numero di casi del reato in questione, registrato in un determinato anno, ogni centomila abitanti; per esempio un tasso di omicidio volontario dell'1,5 per 100.000 significa che in quell'anno, ogni 100.000 abitanti, si è verificato in media un caso e mezzo di omicidio volontario.
Indagini campionarie a scopo criminologico sono svolte, oltre che dai ricercatori nelle università, anche da altri enti di ricerca, per esempio dal Censis e dalla Doxa. Esse consentono, a titolo di esempio, di studiare la percezione dell'opinione pubblica in materia di criminalità e di misurare quante persone sono state vittime di reati (in questo caso si tratta delle cosiddette "indagini di vittimizzazione"). Il confronto fra i reati ufficialmente denunciati e quelli realmente commessi, quali risultano dagli studi di vittimizzazione, consente una sia pur sommaria valutazione del "numero oscuro" (i reati commessi ma non denunciati né rilevati ufficialmente, e quindi sempre in numero maggiore rispetto ai reati ufficialmente "contabilizzati"). Il problema della valutazione del "numero oscuro" è una delle maggiori sfide metodologiche per la criminologia.

### Criminologia clinica
Un ramo applicativo della criminologia viene denominato "criminologia clinica". Essa si propone, soprattutto attraverso l'analisi e l'intervento su singoli specifici casi, di formulare una diagnosi, una prognosi e una possibile terapia di trattamento relativamente agli autori di reati.
La "diagnosi" punta a ricostruire i fattori e le condizioni che hanno portato alla genesi e all'esecuzione del reato (rispettivamente, "criminogenesi" e "criminodinamica"), la "prognosi" cerca di valutare la maggiore o minore pericolosità sociale del soggetto, la "terapia" prevede interventi di rieducazione e di assistenza psicologica, con l'obiettivo di risocializzare il reo e di consentirgli una piena reintegrazione sociale.
Un tempo l'analogia con la medicina era interpretata in modo abbastanza letterale, come provano ad esempio gli studi di Lombroso che avevano appunto un carattere marcatamente antropologico-medicale. Oggi invece i termini diagnosi, prognosi e terapia in criminologia vengono usati prevalentemente come metafore di un processo conoscitivo, interpretativo e trattamentale che non pretende più di avere una valenza medica.
Per quanto riguarda la dimensione prognostica, che ha l'obiettivo fondamentale di valutare la maggiore o minore pericolosità sociale di un soggetto, nonché di stimare le maggiori o minori probabilità di recupero sociale per quel soggetto, un modello previsionale che ha avuto notevole successo in passato ma che oggi viene considerato ampiamente superato è quello sviluppato dai coniugi Eleanor e Sheldon Glueck.
Questo modello ipotizza che tre gruppi di variabili consentano di prevedere la maggiore o minore probabilità di incorrere in una "carriera criminale":
- Variabili legate alla famiglia di origine (clima familiare, atteggiamenti dei genitori, valori o controvalori trasmessi, etc);
- Variabili legate alla struttura della personalità del soggetto (stabilità o instabilità emotiva, resistenza o meno alla frustrazione, maggiore o minore impulsività, eccetera);
- Variabili legate ai concreti comportamenti espletati dal soggetto (maggiore o minore precocità di manifestazione di episodi devianti, tendenza o meno alla recidiva, tendenza o meno a fare uso di sostanze voluttuarie o stupefacenti, etc).

Modelli più recenti si basano, oltre che sulle previsioni cliniche, anche su modelli statistico - attuariali che permettono di diminuire il numero di errori, e che vengono utilizzati soprattutto in campo psicoforense.

### Criminologia e psichiatria forense
Lo studio delle tossicodipendenze e quello delle malattie mentali, nei possibili risvolti criminologici, è di competenza della criminologia clinica e della psichiatria e psicopatologia forense: queste ultime discipline, in Italia, a differenza di quanto avviene all'estero, sono piuttosto vicine alla criminologia in senso stretto. Tale fenomeno discende dalla collocazione accademica prevalentemente medica della disciplina in Italia, a differenza dai paesi anglosassoni e dalla maggioranza degli altri paesi europei.
Il maggiore campo applicativo di queste discipline riguarda la questione dell'imputabilità, a sua volta collegata alla valutazione della capacità di intendere e di volere.
Per la legge italiana, se manca pienamente la capacità di intendere e/o di volere, il reo non è imputabile, e nei suoi confronti vengono disposte misure di sicurezza a carattere anche terapeutico; se invece la capacità di intendere e/o di volere è grandemente scemata, il reo è imputabile ma la pena è diminuita (e vengono inoltre disposte misure di sicurezza).
Parzialmente sovrapponibile alla psichiatria forense (ma non sostitutiva) è la criminologia clinica: la psichiatria si pone prevalentemente il compito della diagnosi, mentre la criminologia clinica, più specificatamente, quello dello studio della criminodinamica e della criminogenesi, per usare l'antica ma ancora efficace terminologia di Etienne de Greeff.

### Criminologia, criminalistica e investigazione
Spesso si confonde, da parte dei mass media, la criminologia con la "criminalistica", o con l'investigazione criminale (crime analysis), anche se si tratta di settori molto distinti: mentre la criminologia è una scienza che studia i reati, gli autori di reato e le possibili misure per prevenire, trattare e controllare il delitto, l'investigazione concerne attività volte a scoprire "chi" abbia commesso il delitto in modo specifico, messe in atto dalle forze di polizia giudiziaria e dalla difesa dell'indagato/imputato di reati, e la criminalistica fornisce alla stessa le metodologie applicative per le indagini, mutuate dalle scienze di riferimento (scienze forensi).
Dalla fine dell'Ottocento, dai tempi della scoperta delle impronte digitali, la criminalistica ha percorso un lungo cammino. Oggi, ad esempio, l'analisi del DNA fornisce un nuovo tipo di impronta, che consente di risalire con notevoli livelli di precisione alla individuazione dell'autore di alcuni reati. La cronaca mostra che, sempre con maggiore frequenza, i casi delittuosi vengono affrontati attraverso sofisticate metodologie d'indagine che fanno appello alle scienze forensi, e cioè a quelle svariate discipline che si occupano dell'esame di reperti e tracce rinvenute sulla scena di un reato: genetica forense, balistica, tossicologia, medicina legale, microscopia elettronica. Queste scienze non hanno a che fare con la criminologia in senso stretto. Nel processo, queste discipline sono risultate sempre più rilevanti, spesso fondamentali, per dimostrare la colpevolezza di un reo o per scagionare un innocente (anche relativamente a fatti giudiziari lontani e definiti); anche se la loro pretesa di aspirare alla "verità" scientifica è stata più volte messa in dubbio da autorevoli contributi.

### Criminologia e psicologia criminale e investigativa
Si può ritenere che anche la psicologia criminale e la psicologia investigativa appartengano alle scienze criminali, la prima alle scienze criminologiche, e la seconda alle scienze forensi. Secondo David Canter, fondatore della psicologia criminale e investigativa, la psicologia è direttamente applicabile allo studio del crimine in quanto il crimine deve essere visto come una forma di relazione interpersonale. Nel caso dell'atto criminale questa relazione si instaura tra il criminale e la vittima; dunque le modalità e le motivazioni che stanno dietro le azioni criminali di un soggetto sono direttamente collegabili a quelle che lo accompagnano in qualunque altro rapporto interpersonale.
In Italia la rivista che aprì la via alla successiva psicologia criminale fu l'Archivio di Psichiatria, Antropologia criminale e Scienze Penali per servire allo studio dell'uomo alienato e delinquente, fondata a Torino da Cesare Lombroso, Raffaele Garofalo ed Enrico Ferri nel 1880.
Uno degli obiettivi della psicologia criminale e investigativa è quello di contribuire alla definizione del cosiddetto "profilo psicologico" del possibile autore di una serie di reati, attraverso una serie di comparazioni fra le evidenze investigative (ad esempio i rilievi fotografici) e le evidenze psicologico-relazionali (gli elementi indicatori di aspetti psicologici e cognitivi della persona che ha commesso il reato). Questa operazione (divenuta di moda in molte produzioni cinematografiche e mediatiche, ma rispetto a cui è opportuno sottolineare come non esistano reali possibilità occupazionali nel settore), è generalmente chiamata profilazione criminale (in inglese offender profiling o criminal profiling). Il campo del criminal profiling, al di là della sua fama mediatica, dovuta anche a fortunate serie televisive, rimane comunque un settore che, nonostante l'intensità degli studi e delle ricerche, ha fornito risultati molto poco soddisfacenti.

## Le teorie criminologiche
Sono state proposte molte teorie per spiegare i fenomeni criminali. Esse si possono dividere in:
- teorie neurobiologiche e neuropsicologiche;
- teorie psicologiche;
- teorie sociologiche.

### Teorie biologiche
Fra le prime teorie biologiche vanno ricordati gli studi di Cesare Lombroso sul delinquente nato e sul concetto di atavismo, oltre che le indagini sui fattori genetici, ormonali, psicopatologici e neurologici dell'agire criminoso.
Successivamente si sono avanzate diverse teorie circa le origini biologiche della delinquenza. Negli anni passati è stata avanzata la teoria del cromosoma Y soprannumerario. Nel patrimonio genetico umano normale sono presente due cromosomi sessuali: XX nel caso delle femmine e XY nel caso dei maschi. Il cromosoma Y è quindi quello che determina l'acquisizione del sesso maschile. In un certo numero di casi di soggetti ricoverati in manicomi criminali, o incarcerati per gravi reati, si è osservata la presenza della trisomia XYY, cioè la presenza di un cromosoma Y aggiuntivo.
Poiché la frequenza statistica dell'anomalia XYY appariva piuttosto elevata tra i soggetti internati e caratterizzati da comportamenti violenti, si è pensato che questa anomalia potesse essere alle basi della condotta criminale. In realtà, dal punto di vista metodologico, c'era un grosso problema in questi studi: mancava il confronto con un gruppo di controllo di non internati. Quando tale studio venne effettuato, si riscontrò che la frequenza dei soggetti XYY fra i delinquenti non era superiore a quella degli stessi nella popolazione generale. Si sostenne in seguito che i soggetti portatori di tale anomalia fossero presenti in maggior numero nelle strutture carcerarie, perché il loro maggiore sviluppo in altezza e massa muscolare li rendeva più visibili alle forze di polizia che operavano gli arresti.
Un altro campo ampiamente studiato è stato quello del temperamento (soprattutto il concetto di "sensation seeking" di Robert Cloninger), insieme a quello del rapporto fra neurotrasmettitori e aggressività (in particolare, le ricerche riguardanti il metabolismo della serotonina). Successivamente, nell'ambito delle neuroscienze, si sono sviluppate ulteriori linee di ricerca sulle caratteristiche genetiche, anche se in un contesto profondamente modificato, nell'ambito della cd. "epigenetica", e cioè dello studio sull'interazione fra geni e caratteristiche dell'ambiente che possono stimolare o meno lo sviluppo di comportamenti antisociali o prosociali.

### Teorie psicologiche
In campo psicologico vanno menzionati in primo luogo i contributi della psicoanalisi, come ad esempio la teoria del delinquente per senso di colpa, che risale a una rara incursione freudiana nel campo, e la teoria della carenza del Super-Io a sua volta connessa al concetto di "poliziotto interno". In questo ambito, si devono considerare anche i contributi della scuola kleiniana (intorno agli anni trenta - cinquanta del secolo scorso) e quelli del celebre psicoanalista inglese Donald W. Winnicott, famoso per il suo concetto di "tendenza antisociale", a suo dire stimolata dalla perdita precoce dell'oggetto d'amore materno, che condurrebbe al tentativo risarcitorio costituito dagli agiti devianti e criminali.
Parallelamente, per quanto in ambito meno direttamente clinico e più di ricerca sperimentale, le intuizioni di Winnicott si sono sviluppate con il contributo di Sir John Bowlby, che ha rilevato in una prima fase della sua ricerca la presenza di una deprivazione materna nei soggetti che sarebbero diventati delinquenti; e successivamente ha sviluppato la teoria dell'attaccamento, che prende in considerazione anche l'aggressività e l'antisocialità facendole risalire a una particolare forma di attaccamento (attaccamento disorganizzato) ricondotto dall'autore e dai suoi allievi (Mary Ainsworth, Mary Main, Peter Fonagy) a situazioni traumatiche che produrrebbero stati dissociativi nei soggetti.
Vanno poi menzionati i contributi di derivazione comportamentista, basati sul concetto di condizionamento, e quelli, legati alla teoria della "frustrazione-aggressione" di Charles Dollard e Kelly Miller: studi sperimentali hanno provato che la frustrazione (cioè l'impedire a un soggetto di raggiungere una meta od obiettivo importante per lui) tende a generare aggressività, la quale può scaricarsi sia direttamente sulla causa o fonte della frustrazione, sia indirettamente su altri soggetti per così dire più accessibili. Secondo questa teoria, dunque, alla base del comportamento criminale potrebbe esserci un accumulo di aggressività da frustrazione.
Un'ulteriorie serie di contributi ha invece teso a ricondurre alla psichiatria le problematiche legate agli agiti antisociali, che i manuali diagnostico-statistici descrivevano in modo esageratamente comportamentale e poco descrittivo delle caratteristiche psichiche dei soggetti criminali. Spiccano, da questo punto di vista, i nomi di Robert D. Hare, che ha riportato in auge il concetto di psicopatia, coniato dallo psichiatra tedesco Kurt Schneider, e di Otto Kernberg, che per la sua formazione cosmopolita (tedesca, cilena, statunitense) è stato in grado di introdurre il pensiero kleiniano nella psicoanalisi americana, e ha raccordato insieme, nel concetto di "organizzazione borderline di personalità", i contributi della stessa psicoanalisi, della psicologia e della psichiatria dell'età evolutiva.
In particolare sono le vicissitudini del narcisismo, secondo Kernberg, a produrre le problematiche dei comportamenti antisociali. Kernberg parla addirittura di un continuum che andrebbe, nel senso della sempre maggiore gravità, dal disturbo narcisistico (variante dell'organizzazione borderline), al narcisismo maligno e alla psicopatia o disturbo antisociale propriamente detto, caratterizzato dall'assenza di una relazione oggettuale "buona" interiorizzata.

### Teorie sociologiche
Infine tra le teorie sociologiche si ricordano quella degli ambienti o contesti criminogeni (teorie ecologiche della criminalità), la teoria delle associazioni differenziali di Edwin Sutherland (vedi sopra), quella delle identificazioni differenziali, la teoria del conflitto culturale, le teorie fondate sul concetto di anomia (maggiore è la tendenza anomica in una società, maggiore è la frequenza di reati in quella stessa società).
Spesso i comportamenti criminosi si manifestano nell'ambito di subculture criminali che trasmettono ai propri membri dei valori, che si rivelano strutturanti la condotta del singolo quanto quelli propri della cultura generale non criminosa di cui le stesse sottoculture fanno parte.
I sociologi hanno anche evidenziato l'importanza dei processi di stigmatizzazione nella formazione dell'identità criminale, e nel suo consolidamento in un vero e proprio progetto di vita deviante. In altre parole, talvolta è la stessa reazione sociale squalificante ed emarginante nei confronti della devianza e della criminalità ad agire come fattore criminogeno.
La teoria dell'etichettamento (labelling) sottolinea le conseguenze negative della stigmatizzazione, ed è alla base dell'approccio nei confronti della criminalità minorile, che si fonda sull'evitare il più possibile la carcerazione per i minori e la loro conseguente esclusione dal normale circuito delle relazioni sociali.

## Aspetti professionali

### Regolamentazione e problemi della formazione non riconosciuta
In Italia l'attività di criminologo non è regolamentata da alcuna norma (chi può definirsi criminologo? Lo psichiatra che fa perizie in penale? Il sociologo o lo psicologo che fanno ricerche sulla criminalità in un quartiere o sulle caratteristiche psicologiche di un gruppo di minori autori di reato? L'operatore carcerario? Il giurista che si occupa di problematiche legate alla pena? L'esperto di sicurezza urbana?).
Per tali motivi, è sconsigliabile fregiarsi del titolo di criminologo ai fini professionali, salvo che si abbia sviluppato una competenza specifica in un determinato ambito della criminologia e comunque dopo aver conseguito un titolo di studio attinente alla materia (es. specializzazione in psichiatria per la laurea in medicina, laurea in psicologia, sociologia, giurisprudenza, scienze politiche e discipline affini), il tutto sempre seguito da un significativo percorso di tirocinio o pratica professionale, ed eventualmente dall'iscrizione a una società scientifica nel campo.
L'attivazione di numerosi corsi, seminari o "master" privati, persino online, che rilasciano "attestati" di "criminologo" non riconosciuti ai sensi della normativa vigente, sfruttando la "moda" mediatica della criminologia, o di presunti "Albi" che mirano a confondere attraverso il nome le attività professionali regolamentate dallo stato in forma ordinistica, può quindi essere fuorviante. Questo perché, essendo un mestiere non codificato per legge, chiunque può autodefinirsi criminologo.

### Ambiti applicativi in Italia
La professione di criminologo al momento attuale costituisce più un mito che una realtà in Italia: essa viene propagandata da un'esigua schiera di sedicenti "criminologi" mediatici, dai curriculum spesso raffazzonati, che in realtà sono (o ritengono di essere) criminalisti, cioè professionisti che collaborano con le attività investigative sulla base della specifica formazione di ciascuno (per alcuni, anche la criminologia in senso stretto). Nei paesi anglosassoni, gli esperti di questo tipo vengono definiti "crime analysts". L'impatto sull'opinione pubblica di tali sedicenti "esperti" è cospicuo, e contribuisce a diffondere "miti" sulla disciplina. Fioriscono, parallelamente, "scuole" e "master" (rigorosamente privati, e costosi) che non sono né professionalizzanti, né formano alla ricerca nel settore, ma che sono ampiamente propagandati.
La criminologia accademica, per converso, non viene rappresentata sui media e si distingue ampiamente rispetto agli approcci sopra citati quanto a serietà e ritrosia nei confronti della conformizzazione strumentalizzazione mediatica; appartiene a diversi settori scientifico/disciplinari universitari, fra i quali spicca quello di derivazione medica, nello specifico medico-legale; ma è distante dalla medicina legale, in quanto multidisciplinare (approcci sociologici, psicologici, psicoanalitici, biologici, giuridici) e ultimamente sta attraversando un periodo di rinnovato entusiasmo e un'apertura a contesti internazionali, nel campo dei settori più moderni (approcci interazionisti, di criminologia ambientale, di criminologia narrativa; partecipazione a ricerche internazionali quali l'International Self Report Delinquency Study). Esistono poi alcuni centri di eccellenza che si occupano di crimine organizzato e di prevenzione e analisi della legislazione, fra i quali spicca Transcrime, il Centro universitario di ricerca sulla criminalità transnazionale dell'Università Cattolica del Sacro Cuore di Milano. Con un approccio multidisciplinare (sociologia, economia, forensic accounting, statistica, diritto), Transcrime conduce ricerca applicata in diversi ambiti, tra cui, l'analisi dei fenomeni criminali (criminalità organizzata, criminalità economica, riciclaggio, mercati illegali, criminalità urbana), la valutazione di politiche di crime prevention, l'analisi e identificazione delle opportunità criminogene nella legislazione (crime proofing analysis), lo sviluppo di modelli ed applicazioni di risk assessment e prevenzione del rischio criminale per utenti pubblici.
Esistono diverse attività professionali che possono essere svolte da soggetti con formazione criminologica, ma mai in senso specifico, in quanto nella maggior parte dei casi le stesse attività possono essere svolte anche da altre professionalità, non specificamente perfezionate nel settore:
- all'interno delle istituzioni carcerarie, come esperti facenti parte dell'équipe di osservazione e trattamento;
- come giudici onorari, membri non togati del Tribunale di sorveglianza o del Tribunale per i minorenni;
- la competenza criminologica può essere utilizzata anche in ambito psichiatrico-forense, nello svolgimento dell'attività peritale come perito nominato dal giudice o da una delle parti, nell'ambito di un procedimento penale in cui sia importante la valutazione dell'imputabilità o della capacità di testimoniare della vittima del reato;
- presso enti locali (comuni, province, regioni) quale consulenti per la pianificazione e la gestione della sicurezza urbana e la riqualificazione del territorio;
- presso strutture pubbliche in genere, nell'ambito di progetti finalizzati alla prevenzione della devianza e della criminalità, alla sicurezza del cittadino e al supporto alle vittime di violenza

## Discipline collegate
La criminologia ha stretti legami di collaborazione e sinergia con le seguenti discipline: antropologia culturale, psicologia, sociologia generale e in particolare sociologia della devianza, diritto, penologia, scienze penitenziarie, biologia, statistica, psichiatria, psicopatologia generale e dell'età evolutiva, criminalistica, scienze dell'investigazione, filosofia della scienza, medicina legale.